# Блич, Джулиан
Джулиан Блич (англ. Julian Bleach; род. 29 декабря 1963 года, Борнмут, Дорсет, Англия, Великобритания) — английский актёр театра, кино и телевидения. Наиболее известен по ролям Давроса в сериале «Доктор Кто» и Никколо Макиавелли в телесериале «Борджиа».

## Биография
Джулиан Блич родился 29 декабря 1963 года в городе Борнмут, графство Дорсет, Англия. Учился в Summerbee School в своём родном городе, после чего изучал актёрское ремесло в колледже Борнмут и Пул. Закончив обучение поступил в Лондонскую академию музыкального и драматического искусства.

## Карьера
Дебютировал в кино в 1990 году, хотя активно появляться на экране начал лишь в середине следующего десятилетия, предпочитая сосредоточиться на работе в театре. В 1998 году стал соавтором и ведущим мюзикла «Косматый Питер», который в 2002 году был удостоен премии Лоренса Оливье как лучшая развлекательная программа. Другими его театральными работами являются роли Макбета в одноимённой пьесе (1992), Дракулы по роману Брэма Стокера (1993), Земляники в гоголевском «Ревизоре» (1996), Пака в пьесе «Сон в летнюю ночь» (1997), конферансье мюзикла «Кабаре» (2002), Мерримена в адаптации «Как важно быть серьёзным» по Оскару Уайльду (2005), Ариэля в «Буре» в труппе Королевской шекспировской компании (2006), Соверберри и Гримвига в мюзикле «Оливер!» (2008-09).
На телевидении Блич сыграл монстра в телефильме 2007 года «Франкенштейн». В 2008 году принял участие в телесериале «Секретные агенты», а также исполнил роль антагониста в серии второго сезона спин-оффа «Доктора Кто» «Торчвуд». После этого он получил предложение сыграть и в основном сериале Давроса, врага Доктора и создателя далеков, в финале четвёртого сезона «Украденная Земля»/«Конец путешествия», а также на сцене Променадного концерта «Доктора Кто». Актёр вернулся к этой роли в открывающей истории девятого сезона «Ученик волшебника»/«Фамильяр ведьмы». В 2010 году появился в роли злодея в двухсерийной истории четвёртого сезона «Приключений Сары Джейн», став таким образом одним из двух актёров, снявшихся в «Докторе Кто» и двух его спин-оффах. С 2011 по 2013 год Блич исполнял роль Никколо Макиавелли в сериале «Борджиа» от канала Showtime. В 2016 году принял участие в мини-сериале «Близко к врагу», а годом позже сыграл короля гномов Роквота в телесериале «Изумрудный город».

## Фильмография

### Кино и телевидение
| Год       |     | Русское название                       | Оригинальное название                | Роль                      |
| --------- | --- | -------------------------------------- | ------------------------------------ | ------------------------- |
| 1990      | ф   | Дурак                                  | The Fool                             |                           |
| 1994      | ф   |                                        | Beg!                                 | доктор Роджерс            |
| 1999      | ф   | Кутерьма                               | Topsy-Turvy                          | мистер Плэнк              |
| 2002      | тф  |                                        | The Gist                             | Дэвид Ласкомб             |
| 2002      | ф   |                                        | Ghost Child                          | Лео                       |
| 2005      | ф   | Братья Гримм                           | The Brothers Grimm                   | Леторк                    |
| 2005      | тф  | Бунт во время обряда                   | Riot at the Rite                     | виолончелист              |
| 2006      | ф   | Запределье                             | The Fall                             | мистик                    |
| 2007      | с   | Вторая половина дня                    | The Afternoon Play                   | Стефан                    |
| 2007      | тф  | Франкенштейн                           | Frankenstein                         | монстр                    |
| 2008—2013 | с   | Секретные агенты                       | M.I.High                             | Грандмастер               |
| 2008      | с   | Торчвуд                                | Torchwood                            | создатель духов           |
| 2008—2023 | с   | Доктор Кто                             | Doctor Who                           | Даврос                    |
| 2008      | с   | Джон Адамс                             | John Adams                           | Гилберт Фокс              |
| 2008      | с   | Уголовное правосудие                   | Criminal Justice                     | тюремщик                  |
| 2008      | ф   | Лекция 21                              | Lecture 21                           | аристократ                |
| 2009      | тф  | Доктор Кто на Промсе                   | Doctor Who at the Proms              | Даврос                    |
| 2010      | с   | Приключения Сары Джейн                 | The Sarah Jane Adventures            | кошмарный человек         |
| 2010      | с   | Психовилль                             | Psychoville                          | доктор/Эдди               |
| 2011—2013 | с   | Борджиа                                | The Borgias                          | Никколо Макиавелли        |
| 2011      | ф   | Аноним                                 | Anonymous                            | Ричард Поул               |
| 2012      | ф   | Господин Ужас: Тёмный серебряный век   | Lord Horror: The Dark and Silver Age | Господин Ужас             |
| 2012      | ф   | Отверженные                            | Les Misérables                       | Клаксу                    |
| 2012      | с   | Улица потрошителя                      | Ripper Street                        | Сесил Крейтон             |
| 2013      | ф   | Порочное слово                         | The Fallen Word                      | Франклин Готика           |
| 2014      | с   | Это Джинси                             | This is Jinsy                        | гробовщик                 |
| 2015      | ф   | Мстители: Эра Альтрона                 | Avengers: Age of Ultron              | балетный инструктор       |
| 2015      | ф   | Играющие с разумом                     | MindGamers                           | проповедник               |
| 2015      | ф   | Когда я был настоящим                  | Remainder                            | пианист                   |
| 2015      | кор | Слово, ставшее плотью: Сэр Питер Блейк | Word Made Flesh: Sir Peter Blake     | безумный шляпник          |
| 2016      | кор | Матерь                                 | Mother                               | техник крематория         |
| 2016      | кор | Предсмертная записка                   | Suicide Note                         | мужчина                   |
| 2016      | с   | Близко к врагу                         | Close to the Enemy                   | Джеффри Солтер            |
| 2017      | с   | Изумрудный город                       | Emerald City                         | Роквот                    |
| 2019      | с   | Наследники ночи                        | Heirs of the Night                   | Дракула                   |
| 2022      | с   | Halo                                   | Halo                                 | Пророк Милосердия (голос) |
| 2022      | с   | Англичанка                             | The English                          | Жером Макклинток          |

### Театр
| Год       | Русское название                          | Оригинальное название           | Роль               | Театр                                                 |
| --------- | ----------------------------------------- | ------------------------------- | ------------------ | ----------------------------------------------------- |
| 1992      | Макбет                                    | Macbeth                         | Макбет             | Театр Эвримен, Челтнем                                |
| 1993      | Дракула                                   | Dracula                         | Дракула            | Театр Бабл, Лондон                                    |
| 1995      | Горменгаст                                | Gormenghast                     | Флей/Баркентин     | ансамбль Дэвида Гласса                                |
| 1996      | Ревизор                                   | The Government Inspector        | Земляника          | Западный Йоркшир, Лидс                                |
| 1997      | Сон в летнюю ночь                         | A Midsummer Night’s Dream       | Пак                | Английская шекспировская компания                     |
| 1998—2005 | Косматый Питер                            | Shockheaded Peter               | ведущий            | Западный Йоркшир, Лидс                                |
| 2002      | Кабаре                                    | Cabaret                         | конферансье        | Театр Чичестер Фестивал, Чичестер                     |
| 2003      | Дочь изобретателя фейерверков             | The Firework-Maker’s Daughter   | Гамлет             | Крусибл-театр, Шеффилд                                |
| 2005      | Как важно быть серьёзным                  | The Importance of Being Earnest | Лэйн/Мерримен      | Оксфорд Плейхаус, Оксфорд                             |
| 2006      | Антоний и Клеопатра                       | Anthony and Cleopatra           | Алексас            | Театр Свон, Стратфорд-апон-Эйвон                      |
| 2006      | Буря                                      | The Tempest                     | Ариэль             | Королевский Шекспировский театр, Стратфорд-апон-Эйвон |
| 2008—2009 | Оливер!                                   | Oliver!                         | Соверберри/Гримвиг | Друри-Лейн, Лондон                                    |
| 2010      | До-ре-ми-фа-соль-ля-си-Ты-свободы-попроси | Every Good Boy Deserves Favour  | Иванов             | Королевский национальный театр, Лондон                |
| 2016—2018 | Смеющийся человек                         | The Grinning Man                | Баркильфедро       | Олд-Вик, Бристоль                                     |
| 2016—2018 | Смеющийся человек                         | The Grinning Man                | Баркильфедро       | Трафальгар Студиос, Вест-Энд, Лондон                  |
| 2016      | Воспитывая Марту                          | Raising Martha                  | Роджер Даффи       | Театр Парк, Лондон                                    |
| 2017      | Чудо Георгия о змие                       | Saint George and the Dragon     | Змей               | Королевский национальный театр, Лондон                |